# Jeremy Sumpter
Jeremy Robert Myron Sumpter (ur. 5 lutego 1989 w Monterey) – amerykański aktor filmowy i telewizyjny.

## Życiorys
Dorastał w małym miasteczku, w Kentucky, w towarzystwie dwóch sióstr – Jessiki i Jennifer. W wieku 6 lat został zaproszony do programu Gifted Arts, gdzie malował i tańczył. Początkowo nie przejawiał zainteresowania aktorstwem. Wszystko zaczęło się zmieniać po wygranej w International Model i Talent Association. Zaraz potem zwyciężył w Pre-Teen Male Model of the Year. Te osiągnięcia spowodowały, że w 2000 wraz z rodziną przeniósł się do Los Angeles, by być bliżej Hollywood.
Karierę aktorską rozpoczął w wieku 10 lat. Po raz pierwszy pojawił się na ekranie w epizodycznej roli w serialu Ostry dyżur. Pierwszy film z jego udziałem to Ręka Boga. Później zagrał m.in. w Pamiętnym lecie i Piotrusiu Panie.

## Filmografia
| Rok       | Tytuł filmu lub serialu       | Rola                        |
| --------- | ----------------------------- | --------------------------- |
| 1994      | Ostry dyżur                   | Nathan                      |
| 2001      | Murphy's Dozen                | Sean                        |
| 2001      | Ręka Boga                     | Młody Adam Meiks            |
| 2001–2002 | Raising Dad                   | Henry                       |
| 2001–2005 | Good Day Live                 | On sam                      |
| 2002      | Pamiętne lato                 | Skeet Dobson                |
| 2002      | CSI: Kryminalne zagadki Miami | Zach Griffith               |
| 2002      | The Making of Frailty         | On sam                      |
| 2003      | Piotruś Pan                   | Piotruś Pan (tytułowa rola) |
| 2004      | Clubhouse                     | Pete Young                  |
| 2005      | Seks z internetu              | Justin Peterson             |
| 2005      | Happy Birthday Peter Pan      | Piotruś Pan                 |
| 2006      | The Sasquatch Dumpling Gang   | Gavin Gore                  |
| 2007      | Amerykańska zbrodnia          | Coy Hubbard                 |
| 2008      | Calvin Marshall               | Caselli                     |
| 2008      | Prep School                   | Simon                       |
| 2010      | You're So Cupid!              | Connor                      |
| 2010      | Śmierć i kremacja             | Jarod Leary                 |
| 2011      | Surferka z charakterem        | Byron                       |
| 2011      | Prep School                   | Simon                       |
| 2012      | Hiding                        | Brett                       |
| 2012      | Chirurgiczna precyzja         | Adam                        |
| 2014      | Monstrum                      | Matt                        |
| 2014      | Epicentrum                    | Jacob                       |
| 2015      | The Squeeze                   | Augie                       |
| 2015      | The Culling                   | Tyler                       |
| 2016      | Sisters of the Groom          | Jason Quinn                 |
| 2016      | Miliardowy okup               | Kyle Hartmann               |
| 2019      | The Legend of 5 Mile Cave     | Strzelec Green              |
| 2019      | Sargasso                      | Ray Brey                    |